# Tolisavac
Tolisavac (en serbe cyrillique : Толисавац) est un village de Serbie situé dans la municipalité de Krupanj, district de Mačva. Au recensement de 2011, il comptait 539 habitants.

## Démographie
| 1948  | 1953  | 1961  | 1971 | 1981 | 1991 | 2002 | 2011 |
| ----- | ----- | ----- | ---- | ---- | ---- | ---- | ---- |
| 1 144 | 1 179 | 1 052 | 954  | 844  | 824  | 667  | 539  |

|  |